# Queijo de Nisa

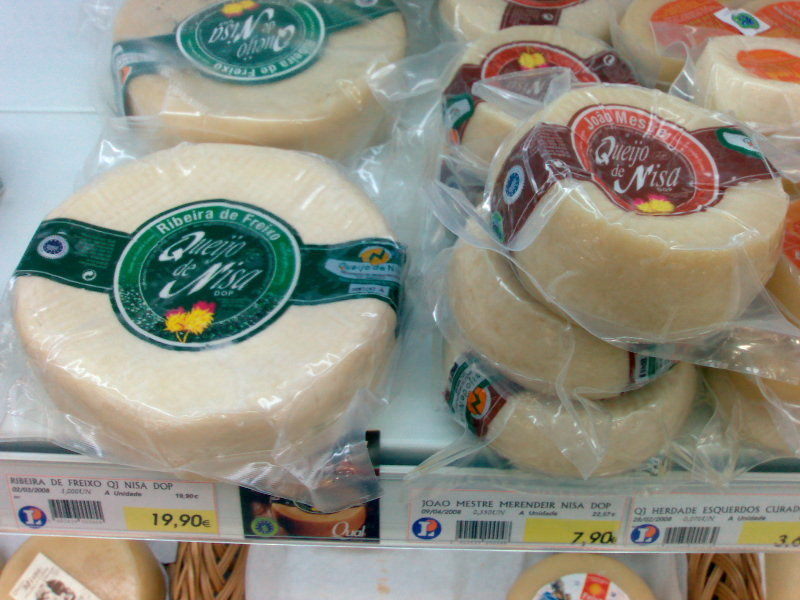
Queijos de Nisa pequeños.

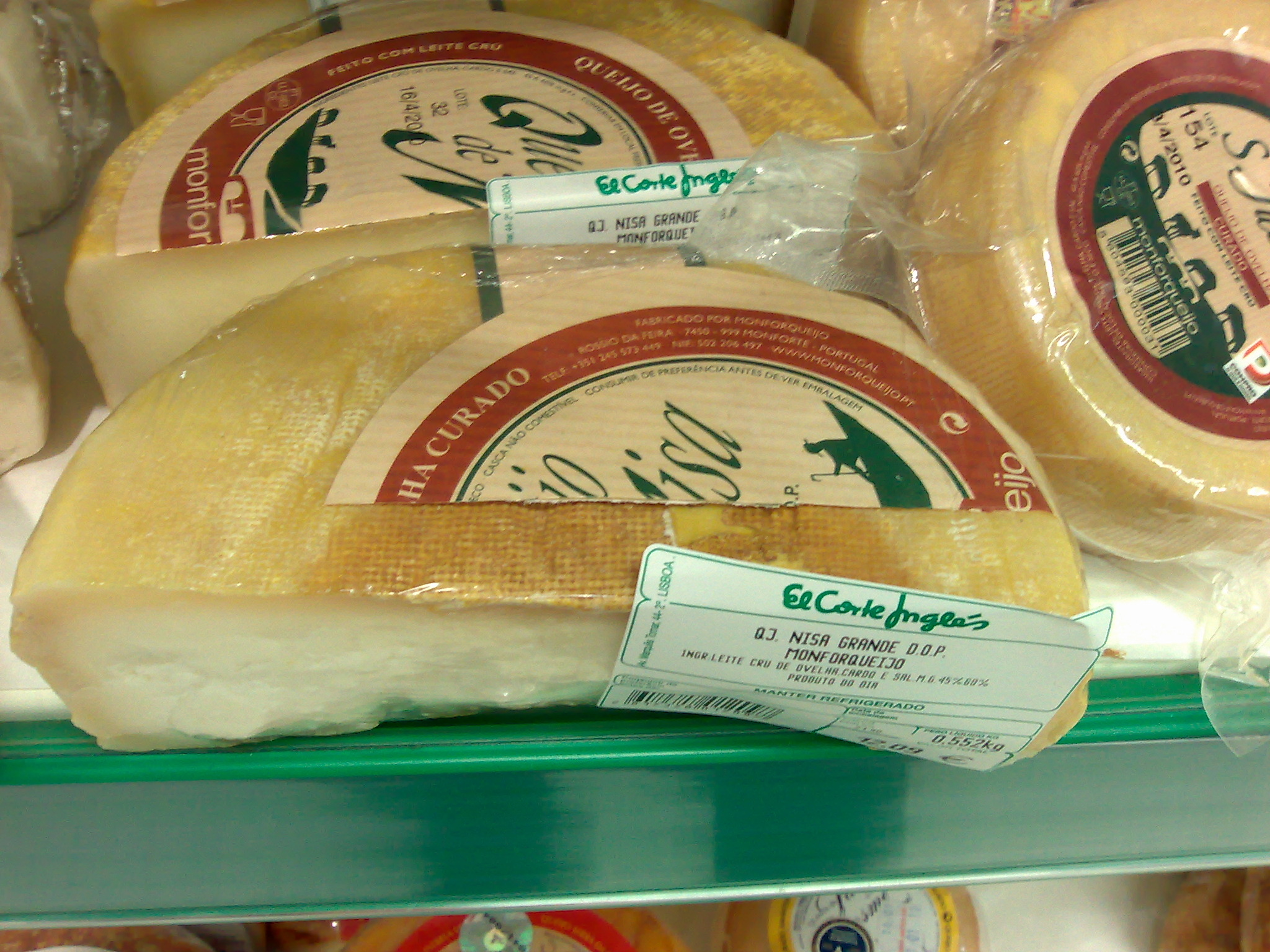
Queijos de Nisa grandes.

El Queijo de Nisa es un queso portugués con denominación de origen protegida a nivel europeo.
Se trata de un queso de oveja producido en los subdistritos de Nisa, Crato, Castelo de Vide, Marvão, Portalegre, Monforte, Arronches y Alter do Chão. 
Es un queso curado, de consistencia semidura. Su color es blanco amarillento. Tiene pequeños agujeros. Las ovejas de cuya leche se hace este queso pastan en zonas con la flora típica del Mediterráneo, lo que da a la leche y, por lo tanto al queso, un sabor particular.